# Marcin Pilch
Marcin Pilch (ur. 20 lutego 1976) – polski piłkarz ręczny, mistrz i reprezentant Polski.

## Kariera sportowa
Był zawodnikiem Spójni Gdańsk (1994-2000), Wybrzeża Gdańsk (2000-2002), Warszawianki (2002/2003), AZS-AWFiS Gdańsk (2003-2010).
Z Wybrzeżem zdobył w 2001 mistrzostwo Polski.
W latach 1996–2003 wystąpił 52 razy w reprezentacji Polski seniorów, zdobywając 95 bramek, zagrał m.in. na mistrzostwach Europy w 2002 (15. miejsce).
Od 2008 został trenerem w Szkole Mistrzostwa Sportowego ZPRP w Gdańsku, równocześnie w 2010 prowadził na akademickich mistrzostwach świata reprezentację Polski (7. miejsce), w latach 2011-2014 był II trenerem reprezentacji Polski "B" seniorów (z Damianem Wleklakiem), od 2012 prowadził grupy młodzieżowe w Wybrzeżu Gdańsk, a od 2013 był trenerem współpracującym w reprezentacji Polski juniorów (z Rafałem Kuptelem). W 2016 otrzymał tytuł EHF Master Coach. W sezonie 2021/2022 był trenerem żeńskiego zespołu EKS Start Elbląg występującego w PGNiG superlidze kobiet.